# Sicomed
Sicomed București este cel mai mare producător de medicamente generice din România.
A fost contruită pe bazele Uzinei de Medicamente București, înființată în anul 1962.
În anul 1998, denumirea societății devine Sicomed SA.
Din 1998, acțiunile societății se tranzacționează la categoria a doua a Bursei de Valori București.
La sfârșitul anului 2005, pachetul majoritar de 75% a fost preluat de compania farmaceutică cehă Zentiva.
Sicomed deține și marca pentru grupa cinci a produsului Gerovital, „Produse Farmaceutice”, soluții injectabile și comprimate, marcă pe care a înregistrat-o în 52 de țări.
Gerovital H3, un medicament etic pe bază de procaină, are rolul de diminuare a efectelor îmbătrânirii.
Cifra de afaceri:
- 2010: 254,6 milioane lei[4]
- 2009: 175,7 milioane lei[4]
- 2006: 246,1 milioane lei (67 milioane euro)[2]
- 2005: 192,3 milioane lei[1]
- 2004: 175 milioane lei[5]

Profit net:
- 2010: 53,1 milioane lei[4]
- 2009: -2,8 milioane lei[4]
- 2006: 24,3 milioane lei (6,71 milioane euro)[2]
- 2005: 16,6 milioane lei[1]
- 2004: 19 milioane lei[5]

## Zentiva
Zentiva a mai achiziționat în august 2003 producătorul slovac Slovakofarma, iar în perioada 2004-2006 și-a extins rețeaua de vânzări în Polonia și în Rusia.
Zentiva N.V., companie farmaceutică internațională, este cotată la Bursele de Valori din Praga și din Londra, cel mai mare acționar fiind Sanofi-Aventis (24,9%).
Grupul farmaceutic Zentiva deține unități de producție în Cehia, Slovacia, România și Turcia, în cadrul cărora lucrează peste 6.000 de angajați.
Grupul Sanofi-Aventis este liderul pieței farmaceutice din Europa și deține a patra poziție la nivel mondial.
În anul 2009, compania Zentiva a fost achiziționată de Sanofi-Aventis într-o tranzacție de peste 1 miliard euro.